# Night of Champions (2025)
Night of Champions (2025), promowany również jako Night of Champions: Riyadh – jedenasta gala wrestlingu w chronologii cyklu Night of Champions, wyprodukowana przez federację WWE dla zawodników z brandów Raw i SmackDown. Odbyła się 28 czerwca 2025 w Kingdom Arena w Rijadzie w Arabii Saudyjskiej. Wydarzenie było gospodarzem finałów zarówno 24. turnieju King of the Ring, jak i trzeciego turnieju Queen of the Ring, a ostatnie turnieje dla każdego z nich odbyły się w 2024 roku.
Było to drugie Night of Champions, które odbyło się w Arabii Saudyjskiej, po poprzednim Night of Champions w 2023 roku, 13. wydarzenie, które WWE zorganizowało w Arabii Saudyjskiej w ramach 10-letniego partnerstwa wspierającego Saudi Vision 2030.
Podczas wydarzenia odbyło się sześć walk. W walce wieczoru, John Cena pokonał CM Punka, aby zachować Undisputed WWE Championship ze SmackDown. W innych ważnych walkach, Jade Cargill ze SmackDown pokonała Asukę z Raw, aby wygrać turniej Queen of the Ring, tym samym zdobywając walkę o WWE Women’s Championship na SummerSlam, a w walce otwierającej, Cody Rhodes pokonał Randy’ego Ortona, obaj ze SmackDown, aby wygrać turniej King of the Ring, tym samym zdobywając walkę o Undisputed WWE Championship, również na SummerSlam. Wydarzenie to oznaczało powrót Tonga Loa w jego pierwszym występie po doznaniu kontuzji na Survivor Series: WarGames w 2024 roku, a także telewizyjny debiut Hikuleo, którego ring name został zmieniony na Tala Tonga.

## Produkcja

### Tło
Night of Champions było corocznym wydarzeniem pay-per-view (PPV) produkowanym przez WWE od 2007 roku. Trwało corocznie do 2015 roku, ale zostało przerwane, dopóki nie zostało przywrócone w 2023 roku, Które jako pierwsze było transmitowane za pośrednictwem platform transmisji na żywo WWE, ale wydarzenie nie odbyło się w 2024 roku. Wydarzenie charakteryzuje się walkami mistrzowskimi. Na początku 2018 roku WWE rozpoczęło 10-letnie strategiczne partnerstwo wieloplatformowe z Ministerstwem Sportu (dawniej General Sports Authority) w celu wsparcia Saudi Vision 2030, programu reform społecznych i gospodarczych Arabii Saudyjskiej. Night of Champions 2023 był pierwszym Night of Champions, który odbył się w Arabii Saudyjskiej, w Dżuddzie, i był dziewiątym wydarzeniem w ramach tego partnerstwa.
10 maja 2025 roku WWE ogłosiło, że 11. gala Night of Champions powróci do Arabii Saudyjskiej w Rijadzie i odbędzie się w sobotę 28 czerwca 2025 roku w Kingdom Arena z udziałem wrestlerów z brandów Raw i SmackDown. Będzie to 13. wydarzenie, które WWE zorganizuje w Arabii Saudyjskiej i jedyne wydarzenie WWE PPV i transmisji na żywo w tym kraju w 2025 roku, ponieważ w 2026 roku odbędą się trzy takie wydarzenia; z wyłączeniem okresu od początku 2020 do połowy 2021 roku podczas pandemii COVID-19, Arabia Saudyjska była gospodarzem dwóch wydarzeń rocznie od 2018 roku. Odcinek Friday Night SmackDown z 27 czerwca również odbędzie się w Arabii Saudyjskiej.
Oprócz emisji w tradycyjnym PPV na całym świecie i za pośrednictwem transmisji na żywo w Peacock w Stanach Zjednoczonych, wydarzenie będzie również dostępne do transmisji na żywo w serwisie Netflix na większości rynków międzynarodowych oraz w WWE Network we wszystkich pozostałych krajach, które nie zostały jeszcze przeniesione do Netflix z powodu wcześniej obowiązujących umów. Jest to pierwsza gala Night of Champions transmitowana na żywo w serwisie Netflix po styczniowej fuzji WWE Network z tą usługą na tych obszarach.

### Rywalizacje
Night of Champions oferowało walki profesjonalnego wrestlingu z udziałem wrestlerów należących do brandów Raw i SmackDown. Oskryptowane rywalizacje (storyline’y) kreowane będą podczas cotygodniowych gal Raw i SmackDown. Wrestlerzy są przedstawieni jako heele (negatywni, źli zawodnicy i najczęściej wrogowie publiki) i face’owie (pozytywni, dobrzy i najczęściej ulubieńcy publiki), którzy rywalizują pomiędzy sobą w seriach walk mających budować napięcie. Kulminacją rywalizacji jest walka wrestlerska lub ich seria.

#### Turnieje King i Queen of the Ring
Podczas odcinka SmackDown z 6 czerwca ogłoszono, że turnieje o 24. tytuł King of the Ring i 3. tytuł Queen of the Ring rozpoczną się na odcinku Raw z 9 czerwca, a następnie odbędą się na odcinkach Raw i SmackDown i zakończą się na Night of Champions, a zwycięzca każdego turnieju otrzyma walkę o mistrzostwo świata swojego brandu na SummerSlam. Półfinały odbyły się odpowiednio 20 i 23 czerwca na SmackDown i Raw'. Randy Orton i Cody Rhodes, obaj ze SmackDown, wygrali swoje walki półfinałowe, ustawiając finał King of the Ring, podczas gdy Asuka z Raw i Jade Cargill ze SmackDown wygrały swoje walki półfinałowe, ustawiając finał Queen of the Ring.

#### Pojedynek o Undisputed WWE Championship
Podczas odcinka Raw z 9 czerwca, Undisputed WWE Champion John Cena został skonfrontowany z długoletnim rywalem CM Punkiem, a Punk wyzwał Cenę do walki o tytuł na tym odcinku. Cena przyjął wyzwanie Punka, ale tylko pod warunkiem, że walka odbędzie się na Night of Champions w Arabii Saudyjskiej (odnosząc się do uzasadnionej wcześniejszej krytyki Punka wobec kraju Bliskiego Wschodu). Punk zgodził się, a następnie stało się to oficjalne.

#### Pojedynek o WWE United States Championship
W ciągu ostatnich kilku miesięcy pojawiły się oznaki niezgody pomiędzy Jacobem Fatu z The Bloodline a liderem grupy Solo Sikoa. Na odcinku SmackDown z 6 czerwca, Fatu podsłuchał jak Sikoa obrażał go podczas rozmowy z JC Mateo, co doprowadziło do tego, że Fatu zdradził Sikoę dzień później, kosztując Sikoę Money in the Bank ladder match na gali o tej samej nazwie. Na następnym odcinku SmackDown Sikoa oświadczył, że pojawi się w przyszłotygodniowym odcinku, chcąc przyjąć Fatu z powrotem do grupy. Tam Sikoa przeprosił Fatu, którego tego nie przyjął i stwierdził, że Sikoa zmienił się odkąd Fatu wygrał WWE United States Championship. Fatu następnie wyzwał Sikoa na pojedynek o tytuł, jednak Sikoa próbował zaatakować Fatu, który temu zapobiegł. Mateo dołączył do Sikoa i zaatakował Fatu, który zdobył przewagę po asyście Jimmy’ego Uso. Później tej nocy, Fatu ogłosił, że po rozmowie z Generalnym Menadżerem SmackDown Nickiem Aldisem, będzie bronił tytułu przeciwko Sikoa na Night of Champions.

#### Rhea Ripley vs. Raquel Rodriguez
W odcinku Raw z 9 czerwca, Raquel Rodriguez ingerowała w walkę kwalifikacyjną Queen of the Ring Rhei Ripley w imieniu swojej partnerki tag team Liv Morgan, kosztując Ripley walkę. Ripley z kolei kosztowała Rodriguez jej walkę kwalifikacyjną w następnym tygodniu. W odcinku z 23 czerwca, Rodriguez zawołała Ripley i doszło do bójki pomiędzy obiema kobietami, a Rodriguez wykonała Tejana Bomb na Ripley przez stół. Później Ripley zażądała od Generalnego Menadżera Raw Adama Pearce’a pojedynku z Rodriguez, a Street Fight został zaplanowany na Night of Champions.
Od początku 2025 roku Karrion Kross atakował Samiego Zayna, a obaj mieli kilka konfrontacji za kulisami, gdy Kross kpił z Zayna za niepowodzenie w jego dążeniach do mistrzostwa świata. Po wyeliminowaniu w półfinale turnieju King of the Ring, Zayn został ponownie skonfrontowany z Krossem podczas odcinka Raw z 23 czerwca, który powiedział, że Zayn nigdy nie będzie mistrzem świata. Zayn następnie spoliczkował Krossa i ogłosił, że po rozmowie z Generalnym Menadżerem Raw Adamem Pearcem, walka pomiędzy nimi została oficjalnie ogłoszona. Później tej samej nocy potwierdzono, że walka odbędzie się na Night of Champions.

#### Odwołana walka

##### Pojedynek o WWE Intercontinental Championship
Na odcinku Raw z 5 maja, AJ Styles oświadczył, że przyjdzie po WWE Intercontinental Championship Dominika Mysterio, a Mysterio poprosił swojego kolegę ze stajni [[The Judgment Day
Judgment Day]] Finna Bálora, aby poradził sobie ze Stylesem. Walka pomiędzy Bálorem i Stylesem odbyła się w następnym odcinku, w której Styles wygrał, a w następnym odcinku drużyna Stylesa pokonała Bálora i JD McDonagha w tag team matchu. Ich rywalizacja zostanie wznowiona miesiąc później na odcinku z 16 czerwca, w którym Styles pokonał McDonagha. Po walce Mysterio zaatakował Stylesa, ale ten zdobył przewagę. Mysterio został następnie uratowany przez Bálora, a Styles wycofał się z mistrzostwem Mysterio. Po tym jak Styles zwrócił mistrzostwo Generalnemu Menadżerowi SmackDown Nickowi Aldisowi, który tej nocy zastępował Generalnego Menadżera Raw Adama Pearce’a, Aldis ogłosił, że Styles zmierzy się z Mysterio o Intercontinental Championship na Night of Champions. W następnym tygodniu Pearce ogłosił jednak, że w wyniku kontuzji odniesionej przez Mysterio walka została przełożona.

## Wyniki walk
| Nr                                 | Wyniki                                                          | Stypulacje | Czas  |
| ---------------------------------- | --------------------------------------------------------------- | --- | ----- |
| 1                                  | Cody Rhodes pokonał Randy’ego Ortona poprzez pinfall            | Finał turnieju King of the Ring Odkąd Rhodes wygrał, został koronowany na "Króla Ringu" i zdobył walkę o Undisputed WWE Championship swojego brandu na SummerSlam.     | 19:45 |
| 2                                  | Rhea Ripley pokonała Raquel Rodriguez poprzez pinfall           | Street Fight | 14:00 |
| 3                                  | Sami Zayn pokonał Karriona Krossa (ze Scarlett) poprzez pinfall | Singles match | 13:35 |
| 4                                  | Solo Sikoa pokonał Jacoba Fatu (c) poprzez pinfall              | Singles match o WWE United States Championship | 12:05 |
| 5                                  | Jade Cargill pokonała Asukę poprzez pinfall                     | Finał turnieju Queen of the Ring Odkąd Cargill wygrała, została koronowana na "Królową Ringu" i zdobyła walkę o WWE Women’s Championship swojego brandu na SummerSlam. | 8:35  |
| 6                                  | John Cena (c) pokonał CM Punka poprzez pinfall                  | Singles match o Undisputed WWE Championship | 26:15 |
| (c) – mistrz/mistrzyni przed walką |                                                                 | |       |

### Turniej King of the Ring
|  |                                                                     |                                                                     |             |       |                                                     |                                                     |  |  |                                        |                                        |
|  | Pierwsza runda (Raw, 9 czerwca, 16 czerwca) (SmackDown, 13 czerwca) | Pierwsza runda (Raw, 9 czerwca, 16 czerwca) (SmackDown, 13 czerwca) |             |       | Połfinały (SmackDown, 20 czerwca) (Raw, 23 czerwca) | Połfinały (SmackDown, 20 czerwca) (Raw, 23 czerwca) |  |  | Finał (Night of Champions, 28 czerwca) | Finał (Night of Champions, 28 czerwca) |
|  | Pierwsza runda (Raw, 9 czerwca, 16 czerwca) (SmackDown, 13 czerwca) | Pierwsza runda (Raw, 9 czerwca, 16 czerwca) (SmackDown, 13 czerwca) |             |       | Połfinały (SmackDown, 20 czerwca) (Raw, 23 czerwca) | Połfinały (SmackDown, 20 czerwca) (Raw, 23 czerwca) |  |  | Finał (Night of Champions, 28 czerwca) | Finał (Night of Champions, 28 czerwca) |
|  |                                                                     |                                                                     |             |       |                                                     |                                                     |  |  |                                        |                                        |
|  |                                                                     |                                                                     |             |       |                                                     |                                                     |  |  |                                        |                                        |
|  | Bron Breakker                                                       | –                                                                   |             |       |                                                     |                                                     |  |  |                                        |                                        |
|  | Bron Breakker                                                       | –                                                                   |             |       |                                                     |                                                     |  |  |                                        |                                        |
|  | Dominik Mysterio                                                    | 17:05                                                               |             |       |                                                     |                                                     |  |  |                                        |                                        |
|  | Dominik Mysterio                                                    | 17:05                                                               |             |       |                                                     |                                                     |  |  |                                        |                                        |
|  | Penta                                                               | –                                                                   |             |       |                                                     |                                                     |  |  |                                        |                                        |
|  | Penta                                                               | –                                                                   |             |       |                                                     |                                                     |  |  |                                        |                                        |
|  | Sami Zayn                                                           | Pin                                                                 |             |       |                                                     |                                                     |  |  |                                        |                                        |
|  | Sami Zayn                                                           | Pin                                                                 |             |       |                                                     |                                                     |  |  |                                        |                                        |
|  |                                                                     |                                                                     | Sami Zayn   | 11:25 |                                                     |                                                     |  |  |                                        |                                        |
|  |                                                                     |                                                                     | Sami Zayn   | 11:25 |                                                     |                                                     |  |  |                                        |                                        |
|  |                                                                     |                                                                     |             |       | Randy Orton                                         | Pin                                                 |  |  |                                        |                                        |
|  |                                                                     |                                                                     |             |       | Randy Orton                                         | Pin                                                 |  |  |                                        |                                        |
|  | Aleister Black                                                      | –                                                                   |             |       |                                                     |                                                     |  |  |                                        |                                        |
|  | Aleister Black                                                      | –                                                                   |             |       |                                                     |                                                     |  |  |                                        |                                        |
|  | Carmelo Hayes                                                       | –                                                                   |             |       |                                                     |                                                     |  |  |                                        |                                        |
|  | Carmelo Hayes                                                       | –                                                                   |             |       |                                                     |                                                     |  |  |                                        |                                        |
|  | LA Knight                                                           | 16:15                                                               |             |       |                                                     |                                                     |  |  |                                        |                                        |
|  | LA Knight                                                           | 16:15                                                               |             |       |                                                     |                                                     |  |  |                                        |                                        |
|  | Randy Orton                                                         | Pin                                                                 |             |       |                                                     |                                                     |  |  |                                        |                                        |
|  | Randy Orton                                                         | Pin                                                                 |             |       |                                                     |                                                     |  |  |                                        |                                        |
|  |                                                                     |                                                                     | Randy Orton | 19:45 |                                                     |                                                     |  |  |                                        |                                        |
|  |                                                                     |                                                                     |             |       |                                                     |                                                     |  |  |                                        |                                        |
|  |                                                                     |                                                                     | Cody Rhodes | Pin   |                                                     |                                                     |  |  |                                        |                                        |
|  |                                                                     |                                                                     | Cody Rhodes | Pin   |                                                     |                                                     |  |  |                                        |                                        |
|  | Andrade                                                             | –                                                                   |             |       |                                                     |                                                     |  |  |                                        |                                        |
|  | Andrade                                                             | –                                                                   |             |       |                                                     |                                                     |  |  |                                        |                                        |
|  | Cody Rhodes                                                         | Pin                                                                 |             |       |                                                     |                                                     |  |  |                                        |                                        |
|  | Cody Rhodes                                                         | Pin                                                                 |             |       |                                                     |                                                     |  |  |                                        |                                        |
|  | Damian Priest                                                       | –                                                                   |             |       |                                                     |                                                     |  |  |                                        |                                        |
|  | Damian Priest                                                       | –                                                                   |             |       |                                                     |                                                     |  |  |                                        |                                        |
|  | Shinsuke Nakamura                                                   | 17:05                                                               |             |       |                                                     |                                                     |  |  |                                        |                                        |
|  | Shinsuke Nakamura                                                   | 17:05                                                               |             |       |                                                     |                                                     |  |  |                                        |                                        |
|  |                                                                     |                                                                     | Cody Rhodes | Pin   |                                                     |                                                     |  |  |                                        |                                        |
|  |                                                                     |                                                                     | Cody Rhodes | Pin   |                                                     |                                                     |  |  |                                        |                                        |
|  |                                                                     |                                                                     |             |       | Jey Uso                                             | 20:00                                               |  |  |                                        |                                        |
|  |                                                                     |                                                                     |             |       | Jey Uso                                             | 20:00                                               |  |  |                                        |                                        |
|  | Bronson Reed                                                        | 17:25                                                               |             |       |                                                     |                                                     |  |  |                                        |                                        |
|  | Bronson Reed                                                        | 17:25                                                               |             |       |                                                     |                                                     |  |  |                                        |                                        |
|  | Jey Uso                                                             | Pin                                                                 |             |       |                                                     |                                                     |  |  |                                        |                                        |
|  | Jey Uso                                                             | Pin                                                                 |             |       |                                                     |                                                     |  |  |                                        |                                        |
|  | Rusev                                                               | –                                                                   |             |       |                                                     |                                                     |  |  |                                        |                                        |
|  | Rusev                                                               | –                                                                   |             |       |                                                     |                                                     |  |  |                                        |                                        |
|  | Sheamus                                                             | –                                                                   |             |       |                                                     |                                                     |  |  |                                        |                                        |
|  | Sheamus                                                             | –                                                                   |             |       |                                                     |                                                     |  |  |                                        |                                        |

### Turniej Queen of the Ring
|  |                                                                     |                                                                     |               |       |                                                     |                                                     |  |  |                                        |                                        |
|  | Pierwsza runda (Raw, 9 czerwca, 16 czerwca) (SmackDown, 13 czerwca) | Pierwsza runda (Raw, 9 czerwca, 16 czerwca) (SmackDown, 13 czerwca) |               |       | Połfinały (SmackDown, 20 czerwca) (Raw, 23 czerwca) | Połfinały (SmackDown, 20 czerwca) (Raw, 23 czerwca) |  |  | Finał (Night of Champions, 28 czerwca) | Finał (Night of Champions, 28 czerwca) |
|  | Pierwsza runda (Raw, 9 czerwca, 16 czerwca) (SmackDown, 13 czerwca) | Pierwsza runda (Raw, 9 czerwca, 16 czerwca) (SmackDown, 13 czerwca) |               |       | Połfinały (SmackDown, 20 czerwca) (Raw, 23 czerwca) | Połfinały (SmackDown, 20 czerwca) (Raw, 23 czerwca) |  |  | Finał (Night of Champions, 28 czerwca) | Finał (Night of Champions, 28 czerwca) |
|  |                                                                     |                                                                     |               |       |                                                     |                                                     |  |  |                                        |                                        |
|  |                                                                     |                                                                     |               |       |                                                     |                                                     |  |  |                                        |                                        |
|  | Kairi Sane                                                          | 12:50                                                               |               |       |                                                     |                                                     |  |  |                                        |                                        |
|  | Kairi Sane                                                          | 12:50                                                               |               |       |                                                     |                                                     |  |  |                                        |                                        |
|  | Liv Morgan                                                          | –                                                                   |               |       |                                                     |                                                     |  |  |                                        |                                        |
|  | Liv Morgan                                                          | –                                                                   |               |       |                                                     |                                                     |  |  |                                        |                                        |
|  | Rhea Ripley                                                         | –                                                                   |               |       |                                                     |                                                     |  |  |                                        |                                        |
|  | Rhea Ripley                                                         | –                                                                   |               |       |                                                     |                                                     |  |  |                                        |                                        |
|  | Roxanne Perez                                                       | Pin                                                                 |               |       |                                                     |                                                     |  |  |                                        |                                        |
|  | Roxanne Perez                                                       | Pin                                                                 |               |       |                                                     |                                                     |  |  |                                        |                                        |
|  |                                                                     |                                                                     | Roxanne Perez | 11:30 |                                                     |                                                     |  |  |                                        |                                        |
|  |                                                                     |                                                                     | Roxanne Perez | 11:30 |                                                     |                                                     |  |  |                                        |                                        |
|  |                                                                     |                                                                     |               |       | Jade Cargill                                        | Pin                                                 |  |  |                                        |                                        |
|  |                                                                     |                                                                     |               |       | Jade Cargill                                        | Pin                                                 |  |  |                                        |                                        |
|  | Jade Cargill                                                        | Pin                                                                 |               |       |                                                     |                                                     |  |  |                                        |                                        |
|  | Jade Cargill                                                        | Pin                                                                 |               |       |                                                     |                                                     |  |  |                                        |                                        |
|  | Michin                                                              | –                                                                   |               |       |                                                     |                                                     |  |  |                                        |                                        |
|  | Michin                                                              | –                                                                   |               |       |                                                     |                                                     |  |  |                                        |                                        |
|  | Nia Jax                                                             | –                                                                   |               |       |                                                     |                                                     |  |  |                                        |                                        |
|  | Nia Jax                                                             | –                                                                   |               |       |                                                     |                                                     |  |  |                                        |                                        |
|  | Piper Niven                                                         | 12:50                                                               |               |       |                                                     |                                                     |  |  |                                        |                                        |
|  | Piper Niven                                                         | 12:50                                                               |               |       |                                                     |                                                     |  |  |                                        |                                        |
|  |                                                                     |                                                                     | Jade Cargill  | Pin   |                                                     |                                                     |  |  |                                        |                                        |
|  |                                                                     |                                                                     |               |       |                                                     |                                                     |  |  |                                        |                                        |
|  |                                                                     |                                                                     | Asuka         | 8:35  |                                                     |                                                     |  |  |                                        |                                        |
|  |                                                                     |                                                                     | Asuka         | 8:35  |                                                     |                                                     |  |  |                                        |                                        |
|  | Alba Fyre                                                           | –                                                                   |               |       |                                                     |                                                     |  |  |                                        |                                        |
|  | Alba Fyre                                                           | –                                                                   |               |       |                                                     |                                                     |  |  |                                        |                                        |
|  | Alexa Bliss                                                         | Pin                                                                 |               |       |                                                     |                                                     |  |  |                                        |                                        |
|  | Alexa Bliss                                                         | Pin                                                                 |               |       |                                                     |                                                     |  |  |                                        |                                        |
|  | Candice LeRae                                                       | 11:00                                                               |               |       |                                                     |                                                     |  |  |                                        |                                        |
|  | Candice LeRae                                                       | 11:00                                                               |               |       |                                                     |                                                     |  |  |                                        |                                        |
|  | Charlotte Flair                                                     | –                                                                   |               |       |                                                     |                                                     |  |  |                                        |                                        |
|  | Charlotte Flair                                                     | –                                                                   |               |       |                                                     |                                                     |  |  |                                        |                                        |
|  |                                                                     |                                                                     | Alexa Bliss   | 9:25  |                                                     |                                                     |  |  |                                        |                                        |
|  |                                                                     |                                                                     | Alexa Bliss   | 9:25  |                                                     |                                                     |  |  |                                        |                                        |
|  |                                                                     |                                                                     |               |       | Asuka                                               | Pin                                                 |  |  |                                        |                                        |
|  |                                                                     |                                                                     |               |       | Asuka                                               | Pin                                                 |  |  |                                        |                                        |
|  | Asuka                                                               | Pin                                                                 |               |       |                                                     |                                                     |  |  |                                        |                                        |
|  | Asuka                                                               | Pin                                                                 |               |       |                                                     |                                                     |  |  |                                        |                                        |
|  | Ivy Nile                                                            | –                                                                   |               |       |                                                     |                                                     |  |  |                                        |                                        |
|  | Ivy Nile                                                            | –                                                                   |               |       |                                                     |                                                     |  |  |                                        |                                        |
|  | Raquel Rodriguez                                                    | 15:50                                                               |               |       |                                                     |                                                     |  |  |                                        |                                        |
|  | Raquel Rodriguez                                                    | 15:50                                                               |               |       |                                                     |                                                     |  |  |                                        |                                        |
|  | Stephanie Vaquer                                                    | –                                                                   |               |       |                                                     |                                                     |  |  |                                        |                                        |
|  | Stephanie Vaquer                                                    | –                                                                   |               |       |                                                     |                                                     |  |  |                                        |                                        |